# Fuente de Orfeo

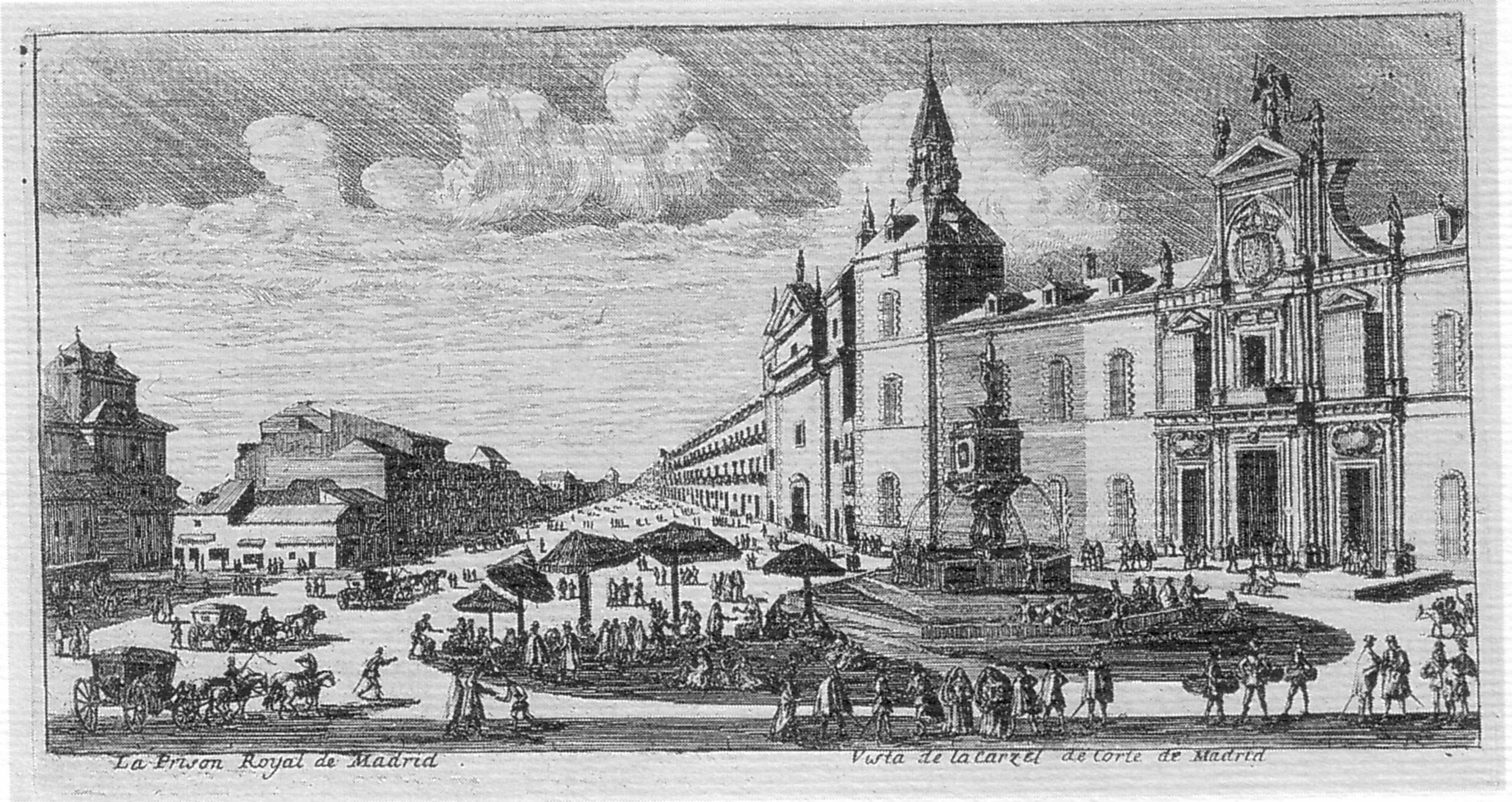
La fuente de la antigua plaza de la Provincia, más tarde llamada fuente de Orfeo, en la copia de 1866 de un dibujo y grabado originales de Louis Meunier hechos hacia 1665. A su derecha, la que fuera por un tiempo Cárcel de Corte del Madrid de los Austrias, y de frente, al fondo, la calle de Atocha.

La fuente de Orfeo, nombre popular de la que también fue llamada fuente de la plaza de Santa Cruz, fuente de la plaza de la Provincia, fuente de la Cárcel de Corte o fuente del Perro, fue una fuente del Madrid de los Austrias, derribada en 1869, y de la que solo se conserva en el Museo Arqueológico de Madrid la escultura de mármol blanco de Orfeo que la remataba. Desde 1998, existe en la plaza de la Provincia de la capital española una fuente compuesta por un conjunto de restos de fuentes hechas a lo largo del siglo xix y rematada por una réplica del Orfeo original.

## Historia

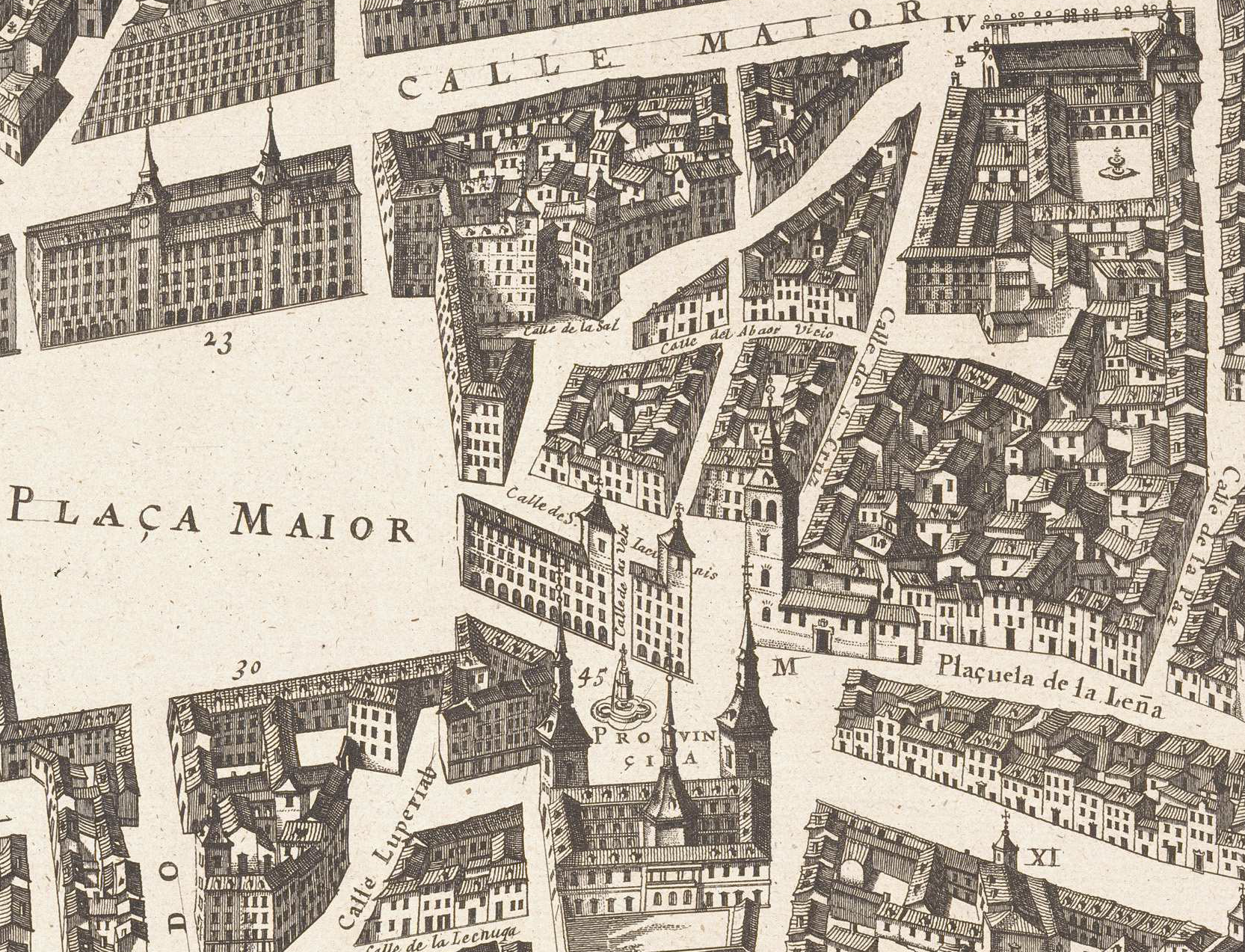
La fuente aparece dibujada con el número '45' en el plano de Teixeira de 1656 en el espacio rotulado como Provinçia, junto a la Plaza Mayor, a la izquierda, la calle de la Cruz y la calle Mayor, hacia el norte, y la plazuela de la Leña y el inicio de la calle de Atocha (XI), a la derecha.

Fue inaugurada al final del reinado de Felipe III, siguiendo el proyecto trazado al inicio de 1617 y supervisado por Juan Gómez de Mora, autor también del Palacio de Santa Cruz, antigua Cárcel de Corte, edificio que preside la plaza donde está la fuente. La obra fue contratada el 9 de mayo de 1617 por Gaspar Ordóñez, que cobraría 1.550 ducados si se comprometía a terminarla en tres meses. Plazo que cumplió con la ayuda de los maestros de obras Juan de Chapitel y Alduayn y de Martín de Azpillaga, y de los alarifes Juan Díaz y Pedro de Pedrosa. Concluida en enero de 1618, fue reconocida por Gómez de Mora en junio de ese año.
La fuente estaba enlosada en todo su contorno y tenía cuatro escudos de armas reales y otros cuatro de armas de la Villa. La culminaba una estatua de mármol atribuida a Rutilio Gaci por Madoz, Ponz y otros historiadores, representando a Orfeo y su perro, Ángel Fernández de los Ríos anotó en su Guía de Madrid que el casticismo madrileño inspiró al parecer una cuarteta mordaz atribuida al conde de Villamediana, por el hecho de hallarse la estatua frente a la Cárcel de Corte, que rezaba así: 

Con el tiempo, con el trato
 y las malas compañías,
 dentro de muy pocos días,
 ese perro será gato.

La fuente de Orfeo y su contemporánea de la plaza de la Villa inspiraron a Tirso de Molina algunos versos de su Romance al Río Manzanares.
En 1782 se cambió el pilón por otro ochavado. Casi un siglo después, por acuerdo municipal, fue suprimida el 1 de diciembre de 1869 y la escultura de Orfeo fue llevada al Museo Arqueológico. El Archivo del Museo de Historia de Madrid conserva una fotografía de 1864 que da una idea clara del estado de la fuente poco antes de su demolición.
En 1998, se colocó en la plaza de la Provincia una fuente con diversos restos de fuentes hechas a lo largo del siglo xix y rematada por una réplica del Orfeo original. Muy pocos años antes, en 1986, la alcaldía de Enrique Tierno Galván había instalado en este mismo espacio una fontana conmemorando la entrada de España en la Comunidad Europea. La componía un pilón circular con un pilar granítico en su centro coronado por un entramado de hierro que sostenía una estilizada taza de granito con un surtidor de agua. Rodean la fontana un paredón de granito con dos grifos posteriores y unos bancos, único elemento del conjunto que se conserva.

### Descripción

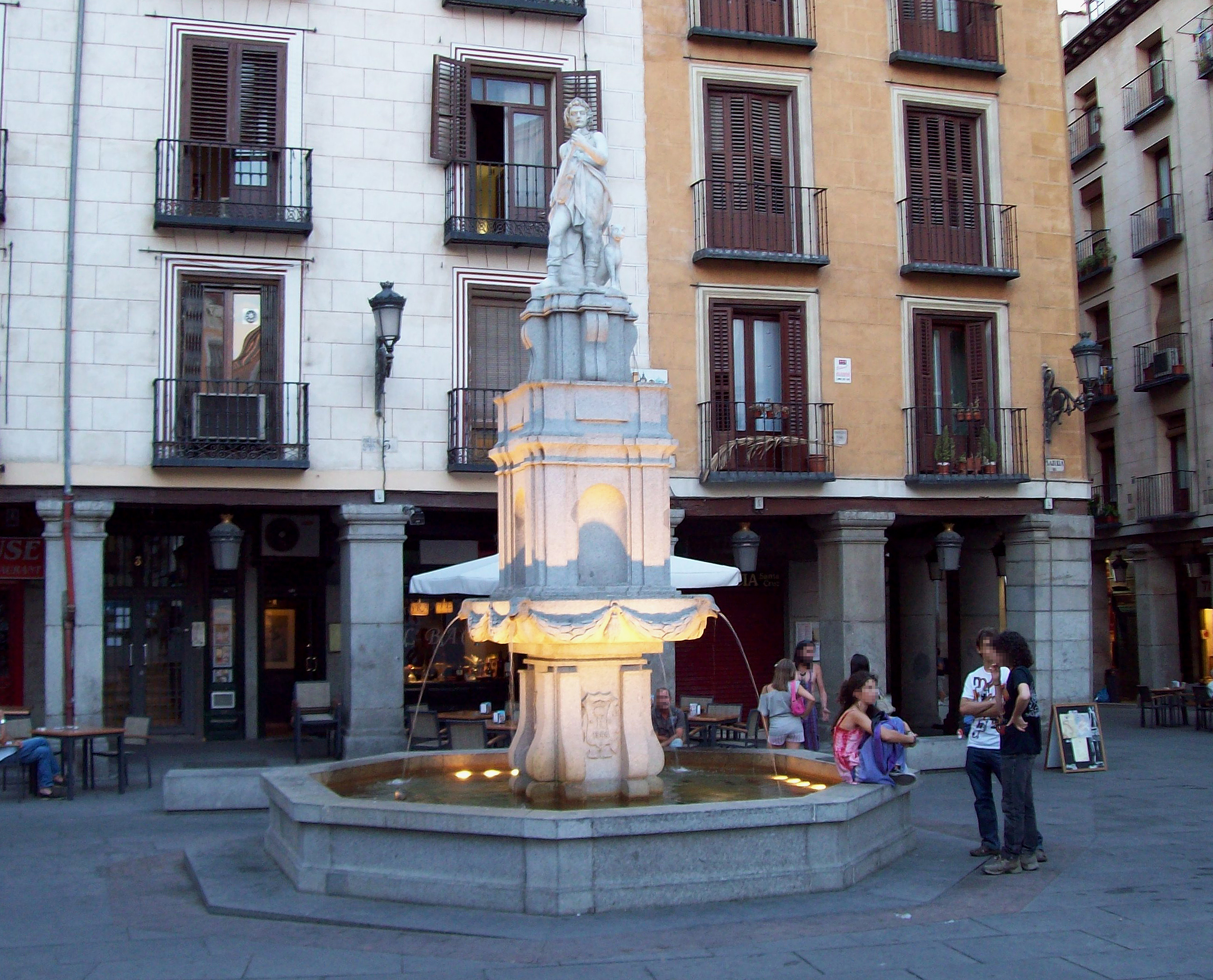
Copia de la Fuente de Orfeo, instalada en la plaza de la Provincia en 1998.

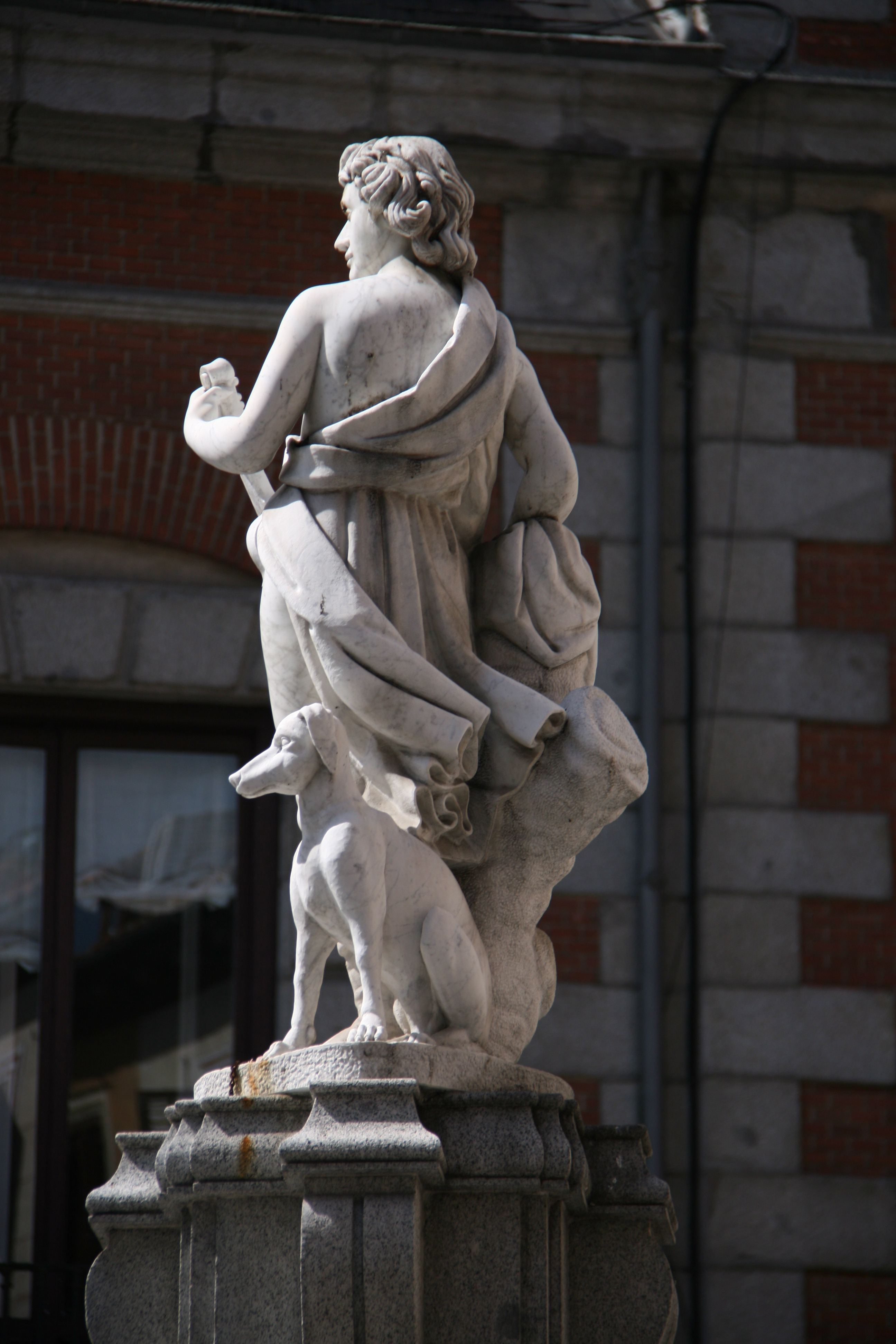
Vista posterior de la réplica de la estatua de Orfeo y su perro.

Una síntesis de la traza y diseño de Gómez de Mora al inicio de 1617, describen así el proyecto de la fuente:
1. hacer cepa de cal y piedra menuda
2. solar con piedra berroqueña toda la fuente
3. levantar ocho antepechos en forma de ochavo y con desaguaderos
4. Construir en el centro del ochavo un cuerpo de 5 pies en cuadrado y 3,5 de alto (como base para el ornato barroco y la figura de remate)
5. que tenga dos gradas y caños de bronce

Pascual Madoz la describió hacia 1850 con cuatro caños, una dotación de 12,5 RA y 24 aguadores. Estaba alimentada con el caudal del «viage» de la Fuente Castellana y los ramales de la Alcubilla y Contreras.